# Madeuplexia
Madeuplexia is een geslacht van vlinders van de familie Uilen (Noctuidae), uit de onderfamilie Acronictinae.

## Soorten
- M. altitudinis Viette, 1960
- M. camusi Viette, 1967
- M. pretiosa Viette, 1960
- M. retorta (Berio, 1956)
- M. sogai Viette, 1960